# غوثيك (لعبة فيديو)

غوثيك (بالإنجليزية: Gothic)‏ هي لعبة فيديو من نوع  تقمص الأدوار من تطوير شركة بيرانها بايتس الألمانية، صدرت في عام 2001 على نظام مايكروسوفت ويندوز.